# オシフィエンチム公国

オシフィエンチム公国
Księstwo Oświęcimskie (pl)
Osvětimské knížectví (cs)
Herzogtum Auschwitz (de)

オシフィエンチム公国またはアウシュヴィッツ公国（ポーランド語：Księstwo Oświęcimskie；チェコ語：Osvětimské knížectví；ドイツ語：Herzogtum Auschwitz）は、中世ポーランドの分裂期の後に成立したシロンスク公国群の一つ。首都はオシフィエンチム。

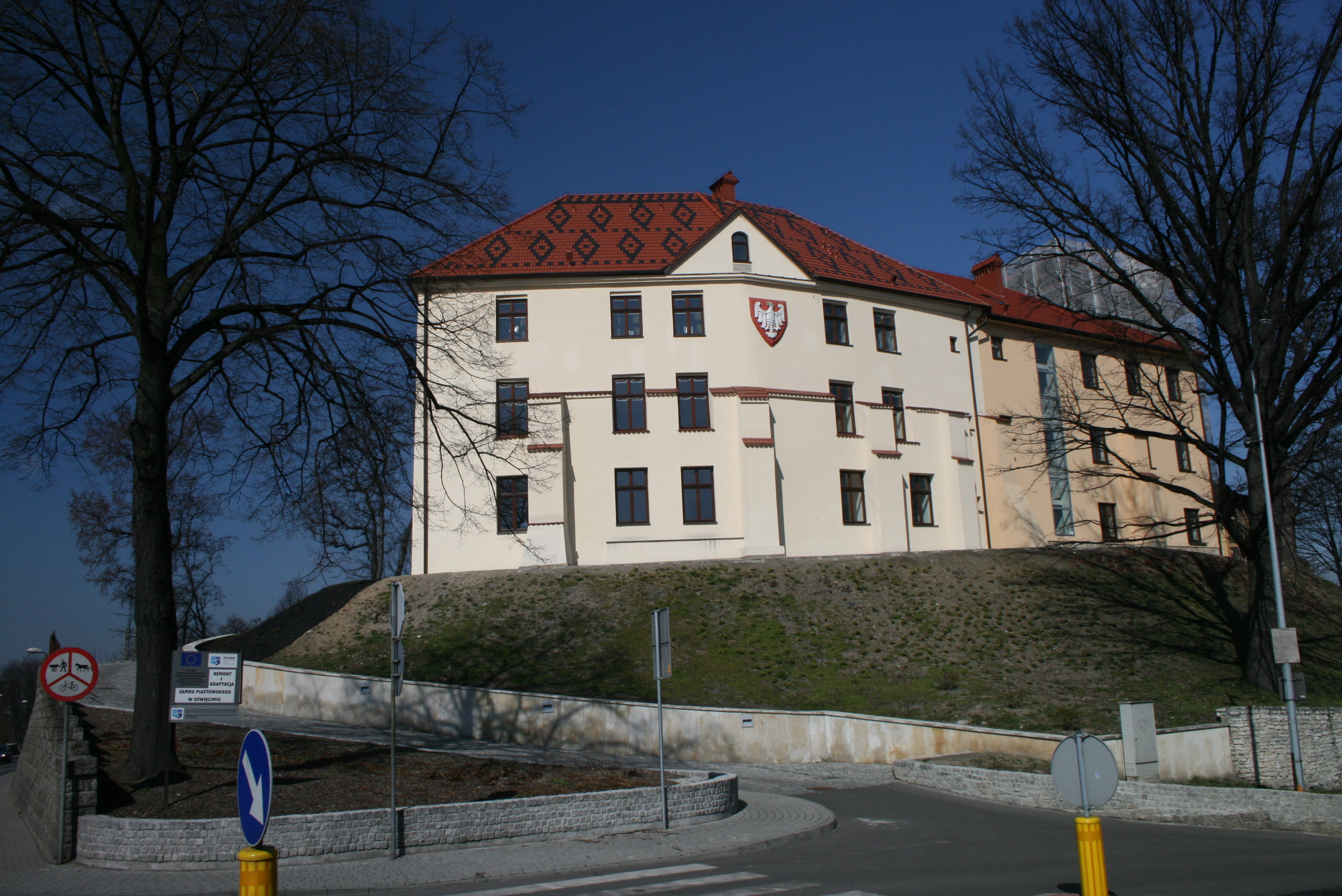
オシフィエンチム城

オシフィエンチム公国は1315年、12世紀のポーランド及びシロンスク公国の分裂の後に成立した。オシフィエンチム一帯はもともと比較的規模の大きなチェシン公国の領域に属していたが、1315年にチェシン公ミェシュコ1世が死んだ際の分割相続に伴って公国として独立し、ミェシュコ1世の長男ヴワディスワフ1世に与えられた（チェシンは次男のカジミェシュ1世が受け継いだ）。1327年、ヴワディスワフ1世の息子ヤン1世スホラスティクは、他のシロンスク諸公と同様にボヘミア王ヨハン・フォン・ルクセンブルクに臣従し、公国はボヘミア王冠領の属国になった。
1445年、オシフィエンチム公国からはザトルとトシェクが分立した。オシフィエンチムはボヘミア王冠の属領の地位にあったにもかかわらず、1454年にヤン4世がポーランド王カジミェシュ4世に臣従したことで、ポーランド王国の領域に復帰することになった。ヤン4世には男子の相続者がおらず、1456年に300万プラハ・グロシュで公国を主君カジミェシュ4世に売却した。1564年のポーランド通常議会において、ジグムント2世アウグストはポーランド王冠領の一部であるオシフィエンチム公国とザトル公国をクラクフ県のシロンスク郡へと併合することを承認した。ただし、その後もポーランド王は両公国の公爵の称号を保持し続けた。
オシフィエンチム公国の旧領域は1772年の第1次ポーランド分割に伴ってハプスブルク君主国が支配するガリツィア・ロドメリア王国の一部となった。ヨーゼフ2世以後のハプスブルク家の神聖ローマ皇帝とオーストリア皇帝（1804年以後）は、皆自らの公式称号の中でアウシュヴィッツ公（Herzog zu Auschwitz）を名乗っていた。1918年、オシフィエンチムがポーランド第2共和国領に組み入れられると同時に、この形式的な称号も廃止された。

## オシフィエンチム公
シロンスク・ピャスト家
- 1315年-1324年 ヴワディスワフ1世
- 1324年-1372年 ヤン1世スホラスティク
- 1372年-1376年 ヤン2世
- 1376年-1405年 ヤン3世
- 1405年-1406年 プシェミスワフ
- 1406年-1434年 カジミェシュ1世
- 1434年-1445年 ヴァツワフ1世、トシェクのプシェミスワフ、ヤン4世による共同統治
- 1445年-1456年 ヤン4世

1456年にポーランド王に売却され、1564年にはクラクフ県に編入され、公国自体は消滅する。
ハプスブルク＝ロートリンゲン家
1772年のハプスブルク君主国による併合に伴い、ハプスブルク家の神聖ローマ皇帝（1804年以後はオーストリア皇帝）が1918年までアウシュヴィッツ公を称した。
- 1772年-1790年 ヨーゼフ2世
- 1790年-1792年 レオポルト2世
- 1792年-1835年 フランツ2世
- 1835年-1848年 フェルディナント1世
- 1848年-1916年 フランツ・ヨーゼフ1世
- 1916年-1918年 カール1世